# Hi Bye, Mama!
Hi Bye, Mama! (하이바이, 마마!?, Ha-iba-i, mama!LR) è un drama coreano, trasmesso su tvN dal 22 febbraio al 19 aprile 2020. In lingua italiana è stato reso disponibile su Netflix.

## Trama
Dopo essere morta in seguito a un incidente, Cha Yu-ri è sempre rimasta come fantasma vicino alla piccola figlia, Seo-woo; il marito, Jo Kang-hwa, pur amando la moglie, due anni dopo si è tuttavia risposato con Oh Min-jung e ha mutato numerosi aspetti del suo carattere. Quando a Yu-ri viene data la possibilità di tornare e rimanere viva, nel caso fosse riuscita in quarantanove giorni a riprendere il suo originario ruolo di moglie e madre, Yu-ri non sa cosa fare, nutrendo profonda stima per Min-jung e per tutto quello che ha fatto per Seo-woo.